# Polystoechotites lewisi
Polystoechotites lewisi  (лат.) — ископаемый вид сетчатокрылых насекомых рода Polystoechotites из семейства Итониды. Обнаружен в эоценовых отложениях США (Republic, Klondike Mountain Formation, Okanagan Highlands, штат Вашингтон, США, около 50 млн лет).
Размер заднего крыла — 43,0×18,0 мм.
Вид Polystoechotites lewisi был впервые описан в 2006 году американским палеоэнтомологом С. Б. Арчибальдом (S. B. Archibald; Department of Organismic and Evolutionary Biology, Harvard University, Museum of Comparative Zoology, Cambridge, США) и российским энтомологом В. Н. Макаркиным (Биолого-почвенный институт ДВО РАН, Владивосток, Россия) вместе с таксонами Palaeopsychops quadratus, P. setosus, P. marringerae, P. timmi, Polystoechotites barksdalae, P. falcatus и другими новыми ископаемыми видами. 
Таксон Polystoechotites lewisi включён в состав рода Polystoechotites. Сестринские таксоны: P. falcatus, P. barksdalae, P. piperatus.